# Marcel Deslignières
Marcel Deslignières est architecte et aquarelliste français né à Paris le 25 mai 1847 et mort à Saint-Ouen-l'Aumône le 29 juillet 1914.

## Biographie
Marcel Deslignières est le fils d'Alexandre Deslignières et de Marie Émilie Roverolis de Rigaud de Saint-Aubin.
Lauréat de l'institut en 1871, il devient Expert près la justice de Paix du 8e arrondissement de Paris.
Membre du conseil de la société Centrale des architectes, est attaché aux travaux de la Ville de Paris entre 1876 et 1878.
Il remporte une Médaille d'argent lors de l'Exposition universelle de 1878 ainsi qu'une Médaille d'or avec la société L'Union céramique et chaufournière de France.
Lors des salons de Paris, il obtient une médaille de 3e classe, puis de 2de classe.
Architecte du gouvernement, il érige en 1880 le Théâtre Antoine.
Marcel Deslignières s'adonne à la peinture au sein de la société des aquarellistes créée en 1880:  Les Amants de la Nature.
Il épouse  Anastasie Félicie Poussin. Leur fils Louis Alexandre deviendra également architecte.

## Distinction
- Chevalier de la Légion d'honneur, en 1885[5].